# 這個僧侶有夠煩
《這個僧侶有夠煩》是精心發酵（丹念に発酵）所創作的日本漫畫，2019年7月31日起開始連載。
2021年4月14日，宣佈將獲改編為電視動畫，動畫製作公司定為壽門堂。改編電視動畫於2022年4月10日首播。

## 故事簡介
作品主要敘述心直口快的毒舌暗黑精靈卡菈，與偶然和她一同行動的鎧甲戰士艾爾文，這兩人的異世界冒險喜劇。

## 登場人物

### 主要角色
埃爾文（聲：佐藤拓也）
卡拉（聲：大西亞玖璃）
蘑菇（奧爾特蓋亞）（聲：泊明日菜）

### 配角
一般熊（聲：白熊寛嗣）
牛（聲：速水獎）
瑪麗亞·黛絲弗雷姆（聲：早見沙織）
盗賊（聲：佐倉綾音）
梅杜莎（聲：夏吉優子）
德律阿得（聲：後藤沙緒里）
涼子（聲：花守由美里）
接待員（聲：高野麻里佳）
鬼女（聲：大西沙織）
西莉亞（聲：長繩麻理亞）

## 出版書籍
| 卷數 | KADOKAWA       | KADOKAWA               | 青文出版      | 青文出版              |
| 卷數 | 發售日期       | ISBN                   | 發售日期      | ISBN                  |
| ---- | -------------- | ---------------------- | ------------- | --------------------- |
| 1    | 2020年2月21日  | ISBN 978-4-04-064165-2 | 2021年11月8日 | ISBN 978-626-303655-0 |
| 2    | 2020年9月23日  | ISBN 978-4-04-064905-4 |               |                       |
| 3    | 2021年4月23日  | ISBN 978-4-04-680354-2 |               |                       |
| 4    | 2021年10月22日 | ISBN 978-4-04-680808-0 |               |                       |
| 5    | 2022年4月22日  | ISBN 978-4-04-681337-4 |               |                       |
| 6    | 2023年1月23日  | ISBN 978-4-04-682067-9 |               |                       |
| 7    | 2023年10月20日 | ISBN 978-4-04-682942-9 |               |                       |
| 8    | 2024年9月21日  | ISBN 978-4-04-683946-6 |               |                       |

## 電視動畫

### 製作人員
- 原作：
- 導演：中西伸彰
- 系列構成、編劇：志茂文彥
- 角色設計：菊永千里
- 片頭曲主唱：大西亞玖璃
- 動畫製作：壽門堂[2]

### 主題曲
片頭曲

作詞、作曲：俊龍，編曲：Sizuk，主唱：大西亞玖璃
片尾曲
「HERO in HEALER」
作詞：Mitsu（TRYTONELABO），作曲、編曲：TAKT（TRYTONELABO），主唱：埃爾文（佐藤拓也）、卡拉（大西亞玖璃）、蘑菇（泊明日菜）

### 集數列表
| 集數     | 日文標題 | 中文標題 | 編劇     | 分鏡       | 演出     | 作畫監督                                                         | 總作畫監督                           | 首播日期 （2022年） |
| -------- | -------- | --- | -------- | ---------- | -------- | ---------------------------------------------------------------- | ------------------------------------ | ------------------- |
| 第一話   |          | 在充斥着魔物和怪物的世界，嘗試成為一名冒險家的埃爾文=男主角/盔甲戰士正與熊怪戰鬥，遇到危機之時，幸運地有位黑暗精靈僧侣路過，她的名字是卡拉=女主角/黑暗精靈，卡拉很愛跟人鬥嘴，两人吵到熊怪都感到困惑，後来甚至出現回到熊怪的家，這種單行本裡没有的劇情，原作粉一定會不自覺地產生疑問，但這是本作在雜誌連載前發表在網路上的「這是什麼故事」，这部與本作有相同世界觀漫畫的橋段，還请各位理解工作人員和原作者的用意，另外這麼長的標題，不論上成直的或斜的字幕，都不適合乾脆就不做了，大概就是這樣的第1集 | 志茂文彥 | 中西伸彰   | 中西伸彰 | 金璐浩、菅原美智代、上野沙彌佳、畠山元、乘冨梓                   | 菊永千里、海保仁美                   | 4月10日             |
| 第二話   |          | 和僧侣卡拉一同踏上旅程的埃爾文，為了原本的目的前去收集解毒草，卻在途中與幽靈在墓地里展開戰鬥，正當以意想不到的方法解除危機時，又不小心中了哥布林的陷阱，光是前半劇情就累個半死，但詛咒尚未解除所以不能和卡菈分開，再次體認到今後的日子會更加辛苦，而這麼長的標題其實包含下集預告功用，很好奇有多少人會讀到最後，這樣的第2集 | 志茂文彥 | 上坪亮樹   | 上坪亮樹 | 金璐浩、上野沙彌佳 菅原美智代、乘冨梓                            | 菊永千里 海保仁美、畠山元            | 4月17日             |
| 第三話   |          | 與卡拉經歷了前两話的旅程，即使已經遭遇眾多惨不忍睹的狀况，也無法打消埃爾文努力想成為怪物獵人冒險家的崇高理想，这點的確是值得尊敬，有天和出乎意料强勁的香菇怪物展開戰鬥，其種族設定是連本篇都還未出現過的魔菇，而且原本想說他的聲音會是成熟的男性，但看了原作又覺得用少年聲線或許也不錯，在層出不窮的意外之中突然提一下，其實在定下这集標題的2021年上半年那時候，根本還沒決定要請哪位聲優来演所以敬请期待，究竟埃爾文能否戰勝這隻香菇怪呢，這樣的第3集                                                 | 志茂文彥 | 江副仁美   | 山本辰   | 金璐浩、上野沙彌佳 菅原美智代、乘冨梓                            | 菊永千里 海保仁美、畠山元            | 4月24日             |
| 第四話   |          | 埃爾文與卡拉一起初次挑戰迷宮，該迷宮是適合新手挑戰的輕鬆難度，原本以為就算是埃爾文也能輕鬆攻略，但他這樣的資深菜鳥果然不是叫假的，一路上遭遇各種障礙，並不負眾望表演（？）今後也偶爾會出現的洞穴陷阱，連一起行動的香菇魔物都為他擔心，順帶一提這隻從上一集就登場的香菇，名字叫奧爾帝蓋亞，雖然沒什麼機會叫名字，但還是請各位記在心裡吧，話說覺得來不及讀完每集標題的觀眾，除了按暫停以外還可以去作品的官網確認，在此順便當告知宣傳的，這樣的第4集                                                     | 志茂文彥 | 宮崎渚     | 中島清人 | 金璐浩、上野沙彌佳 菅原美智代、乘冨梓                            | 菊永千里 海保仁美、畠山元            | 5月1日              |
| 第五話   |          | 埃爾文與卡拉打算在旅館住宿時，卻因為卡拉的緣故使得外表溫柔的老闆露出真面目，而且連路過的老婆婆也藏著令人意外的一面，再次認識到這個世界各處其實都存在著巧妙地假扮成人類的魔物和怪物，話說旅店名“住宿少女豬”的原梗，可能很多人不知道是什麼，如果知道那部名作的人或許會突然覺得很懷念想重新回味的，這樣的第5集 | 山田由香 | 祝浩司     | 神戶唯   | 山崎輝彥、金璐浩、菅原美智代、上野沙弥佳、乘冨梓                 | 菊永千里 海保仁美、畠山元            | 5月8日              |
| 第六話   |          | 在旅途中不僅受到盜賊襲擊，還遭遇到魔像等接連而來的危機，最終都能度過難關的埃爾文與卡拉，在一次危險中埃爾文不幸受了重傷，雖然令人不意外，但他還是不得不脫下盔甲療傷，因為這件事兩人又開始鬥嘴，不過彼此的關係也有些許地變化，這兩人之間鬥嘴的台詞是這部作品的重點，可是現今的情況下光是要為選角辦選拔會，以及收錄配音時一次能進錄音室的人數也有限制，諸多不便讓製作上遭遇很多困難，但還是希望大家能同心協力跨過難關的，這樣的第6集                                                                     | 山田由香 | 宮崎渚     | 吉田俊司 | 山崎輝彥、金璐浩、菅原美智代、上野沙弥佳、乘冨梓、竹内昭、壽門堂 | 菊永千里 海保仁美、畠山元            | 5月15日             |
| 第七話   |          | 《這個僧侶有夠煩》除了卡拉並沒有其他固定登場的女性角色，算是一部很特殊的作品，第五話之後有魔女和盜賊女孩的登場，而魔女有稍微展現年輕時的樣貌，不過他和盜賊女孩之後都不會再出現了，所以觀眾應該會想接下來會有新的女性角色登場才對吧，為了回應各位觀眾的猜測與期待，在此告知個好消息，這回有位名叫瑪麗亞·黛絲弗雷姆的女性角色將會登場，前半段請先觀賞與殭屍有關的故事，至於瑪麗亞會是一名不尋常的人物，不知是否能滿足各位觀眾的期望，敬請親眼見證的，這樣的第7集                                        | 山田由香 | 坂田純一   | 金承德   | 山崎輝彥、金璐浩、乘冨梓、上野沙彌佳、壽門堂                     | 菊永千里 海保仁美、畠山元            | 5月22日             |
| 第八話   |          | 靠著奧爾帝蓋亞（這是香菇的名字別忘了）的幫助埃爾文好不容易才從牢房中逃脫，但他沒想到卡拉和瑪麗亞能相處得如此融洽，並且持續地將他捲入各種麻煩之中，至於是什麼麻煩，具體來說就是，瑪麗亞其實有一位很疼愛的妹妹叫艾莉，艾莉將引起什麼麻煩在此就先不劇透，只要先知道她跟瑪麗亞的死靈法師設定有關，在與瑪麗亞一樣可愛的女性角色登場之前請先別期待，至於卡拉將會初次展示她的cosplay裝扮，敬請各位觀眾對此期待的，這樣的第8集                                                                                | 志茂文彥 | 麦野アイス | 中島清人 | 山崎輝彥、金璐浩、乘冨梓、上野沙彌佳、壽門堂                     | 菊永千里 海保仁美、畠山元            | 5月29日             |
| 第九话   |          | 繼瑪麗亞和艾莉之後，這集又會有別的女性角色擔任來賓，話說這個作品偶爾會調換原作劇情順序，但大致上還是照著原作流程在進行，而關於本次登場的美杜莎和樹精，難得有這麼多女孩子登場的劇情，其實在企劃初期也有提議是否該將這篇劇情放在第二話或者第三話，這樣說不定能吸引更多觀眾觀看，不過後來考慮到這段陣容太豪華了，而且在演出方面也可能產生矛盾，所以放棄了那個提議並稍微透漏這個小故事，總之我們對這集內容很有自信的，這樣的第9集                                                                         | 山田由香 | 岡村正弘   | 岡村正弘 | 山崎輝彥、金璐浩、乘冨梓、上野沙彌佳、谷口繁則、壽門堂           | 菊永千里 海保仁美、畠山元            | 6月5日              |
| 第十话   |          | 在本集的後半終於進入“這是什麼故事？”篇（其實只有這集和下集而已），為了不知道的觀眾再次做個說明，“這是什麼故事？”其實就是《這個僧侶有夠煩》在商業化之前於網路連載的本作名稱，所以漫畫的內容並沒有收錄在單行本中，目前應該還可以在網路上閱讀，有興趣的話請捧個場，在前半段將有個很重要的惹人厭角色登場還請各位期待他的表現，只要看下去就知道將會是充滿重要劇情的，這樣的第10集 | 志茂文彥 | 今泉賢一   | 宮崎修治 | 山崎輝彥、金璐浩、乘冨梓、上野沙彌佳、池添優子、壽門堂           | 菊永千里、海保仁美、永田文宏         | 6月12日             |
| 第十一话 |          | 這集是“這是什麼故事？”篇的第二回，很高興能讓安娜和涼子這兩個沒有在原作《這個僧侶有夠煩》登場的角色有機會活躍，而且也能拿來彌補原作篇幅不足的問題，這一季會用到某國民人氣動漫的梗，這部分我想不用說明很多人馬上就看得懂，製作這部分的時候一邊想像當時並不是用現今常見的數碼作畫，而是採用賽璐璐方式一筆一劃地描繪畫面，並仔細地為圖片上色，一邊想像當時動畫師投注在作品中的熱枕與勤勞，或許也是一種樂趣的，這樣的第11集                                                                                | 志茂文彥 | 麥野アイス | 吉田俊司 | 山崎輝彥、金璐浩、乘冨梓、上野沙彌佳、池添優子、壽門堂           | 菊永千里、海保仁美、永田文宏         | 6月19日             |
| 第十二话 |          | 終於順利播到最終回了，動畫製作團隊以及原作工作人員們再此向各位觀眾朋友表達感謝，因為原作也還沒有適合當動畫最終回的橋段，所以這集幾乎都是原創劇情，但原作者精心發酵老師很熱心地提供了矮人角色的設定以及劇情台詞和一些靈感，為製作提供了很大的幫助，能好好完成作品總算能夠放心了，就這樣迎接結局的確是有些寂寞，心中也對卡拉和埃爾文等人抱持著不捨得心情，不過原作還會連載下去請大家繼續支持，最後還是要再一次誠心誠意地感謝各位觀眾朋友們的收看，真的非常謝謝大家的，這樣的第12集（最終回）            | 志茂文彥 | 中西伸彰   | 中西伸彰 | 山崎輝彥、池添優子、乘冨梓                                       | 菊永千里、海保仁美、永田文宏、金璐浩 | 6月26日             |

## 外部連結
- 漫畫連載網站（日語）
- 電視動畫官方網站（日語）
- 電視動畫的X（前Twitter）（日語）